# Methia curvipennis
Methia curvipennis là một loài bọ cánh cứng trong họ Cerambycidae.